# Esles
Esles es una localidad del municipio de Santa María de Cayón (Cantabria, España). Se encuentra a 240  metros de altitud y a pocos kilómetros de la capital municipal, Santa María de Cayón. En el año 2020 tenía una población de 277 habitantes. 
Esles es el pueblo más importante, desde el punto de vista arquitectónico, de todo el municipio de Santa María de Cayón. En él se pueden ver numerosas casas señoriales blasonadas ubicadas en amplios jardines, alternadas con casas tradicionales. 
Su iglesia parroquial del siglo XVII tiene una torre construida en piedra arenisca a comienzos del siglo XX y dispone de un gran retablo en su interior, también existen diversas capillas y ermitas de los siglos XVI al XVIII en el conjunto urbano.
En Esles nacieron el brigadier de la marina Juan Antonio Gutiérrez de la Concha  (1760-1810) y el actor y director Ramón Pereda (1903-1986). El pintor madrileño Fernando Bermejo (1949) está vinculado a esta localidad.

## Datos históricos
Los primeros vestigios arqueológicos que nos pueden confirmar la existencia de pobladores en esta zona, se reducen a algunos hallazgos aislados localizados fuera de contexto. Entre ellos destacar la existencia de un hacha pulimentada sin adscripción cronológica concreta. Las primeras referencias documentales se refieren a la Alta Edad Media, concretamente a los primeros años del siglo VIII, cuando la llegada de gentes de Castilla, favorecida por los planes Repobladores de Alfonso I, pobló la mayor parte de las tierras de la actual Cantabria.
En el 811, aparece documentado el monasterio de San Vicente de Fístoles, de tipo dúplice, lo que confirma un poblamiento anterior. En el Pergamino de Fístoles, de 816, el conde Gundesindo dona a San Vicente propiedades que llegan hasta el mar, y enumera algunas iglesias de Arce, Velo, Orduña, Liencres, Mortera, "Val de Cayón" (quizás Santa María de Cayón), Sobarzo, Liérganes, etc.

## Arquitectura
En Esles se pueden ver numerosas casas señoriales blasonadas ubicadas en amplios jardines, alternadas con casas tradicionales. En el barrio La Calle, junto a una vieja bolera, está la casa donde nació el Brigadier de Marina Juan Antonio Gutiérrez de la Concha, que acompañó a Antonio Malaspina en la "vuelta al mundo" a finales del siglo XVIII y regentó importantes cargos de gobierno a lo largo del XIX. La casa es de piedra de sillería y tiene un arco en la fachada. Sobre uno de los machones aparece el blasón de esta familia y una inscripción que hace referencia al personaje que allí nació.
Frente a ella, orientada a la solana, otra magnífica casa solariega presenta en la fachada un gran escudo con las armas de Gutiérrez, Concha y Montero. En el barrio El Arroyo encontramos otra casa solariega, construida en 1821 sobre el solar de una antigua torre de los González-Camino. Tiene un amplio balcón corrido sobre un arco y, en uno de los machones hay un escudo con las armas de González-Camino-Güemes y Cotero, mientras que en el otro aparece un reloj de sol.
En el mismo barrio se encuentra la capilla de San Antonio Abad, construida en 1670 bajo la advocación de Nuestra Señora del Patrocinio. Fue erigida por Lorenzo Montero de la Concha, cuyas armas están presentes en el escudo que preside la espadaña y en la portada del solar que se sitúa frente a la misma.
En la finca Cotubín destacan amplios jardines que bordean la capilla y la casa, construida en 1860. Esta finca pertenece a la familia González-Camino, en la que destaca como personaje ilustre el general Fernando González-Camino y Aguirre, jefe del Estado Mayor durante la última etapa de la dictadura franquista.
En el barrio La Portilla está el solar del filósofo, abogado y escritor Marcial Solana González-Camino. A su entrada nos recibe una gran portalada coronada con un escudo que da paso a la majestuosa casa señorial cuya fachada está presidida por dos escudos más. Uno de ellos no tiene armas labradas y en el campo aparece un reloj de sol. El otro escudo representa las armas de González-Camino, Güemes y Cotero. A escasos metros está la finca La Cueva, tras ella, junto al arroyo de Vallenares y a los pies de un pequeño hayedo, está la Iglesia Parroquial de San Cipriano, del siglo XVII, aunque la torre corresponde a 1920. En su interior existen tres retablos de gran interés artístico, al igual que algunas imágenes y la pila bautismal. 

## Personas célebres
- Juan Antonio Gutiérrez de la Concha  (1760-1810), marino y militar.
- Ramón Pereda (1903-1986), actor y director.
- Eduardo Obregón Barreda (1919-2006), escritor y político, expresidente del Parlamento de Cantabria.
- Francisco Obregón Barreda (1914-¿1990?), escritor y magistrado juez de la Audiencia Nacional.
- Fernando González-Camino y Aguirre, ingeniero, militar e historiador, jefe de Estado Mayor del Ejército de Tierra.
- Marcial Solana González-Camino, escritor y diputado en Cortes por la provincia de Santander.
- Luis Obregón Barreda (1929-2012), sacerdote y escritor.

## Premios a la localidad
La localidad fue premiada como Pueblo de Cantabria 2018, en consideración de las labores de conservación realizadas.

| Predecesor: Mogrovejo | Premio Pueblo de Cantabria 2018 | Sucesor: Barriopalacio |